# Lilangan
Lilangan is een bestuurslaag in het regentschap Belitung Timur van de provincie Bangka-Belitung, Indonesië. Lilangan telt 2869 inwoners (volkstelling 2010).